# Ojo de Agua de Tepextle
Ojo de Agua de Tepextle är en ort i Mexiko.   Den ligger i kommunen Dolores Hidalgo och delstaten Guanajuato, i den centrala delen av landet, 260 km nordväst om huvudstaden Mexico City. Ojo de Agua de Tepextle ligger 2 021 meter över havet och antalet invånare är 195.
Terrängen runt Ojo de Agua de Tepextle är platt åt sydost, men åt nordväst är den kuperad. Runt Ojo de Agua de Tepextle är det ganska tätbefolkat, med 96 invånare per kvadratkilometer. Närmaste större samhälle är Xoconoxtle el Grande, 5,7 km söder om Ojo de Agua de Tepextle. Trakten runt Ojo de Agua de Tepextle består i huvudsak av gräsmarker.